# Immo Stelzer
Immo Stelzer (* 1. April 1954) ist ein ehemaliger deutscher Fußballspieler. Er spielte von 1976 bis 1986 bei Holstein Kiel in der Oberliga Nord und in der 2. Fußball-Bundesliga.

## Leben
Stelzer machte sich als torgefährlicher Stürmer beim Landesligisten Schleswig 06 einen Namen und wechselte 1976 zu Holstein Kiel in die Oberliga. Im Laufe seiner Kieler Zeit wurde er vom Angreifer zum Verteidiger umgeschult. 1977 erreichte Stelzer mit Holstein die Aufstiegsrunde zur 2. Bundesliga, 1978 gelang dann der Zweitligaaufstieg. Er lief bis 1986 für Holstein Kiel auf, kam in dieser Zeit auf 296 Ligaeinsätze, in denen er 43 Torerfolge verbuchte. Anschließend war er beim SV Hammer und in Plön als Spielertrainer tätig, im Spieljahr 1995/96 gehörte Stelzer als Co-Trainer zum Stab der Sportvereinigung Holstein Kiel.
Stelzer, der ein Lehramtsstudium durchlief, wurde beruflich im Kieler Stadtteil Wik in der Jugendpflege tätig.
2014 kehrte er im Alter von 60 Jahren in den Farben des Kreisligisten Post- und Telekom Sportverein Kiel/Kronshagen für ein Spiel auf den Fußballplatz zurück. Er gehört der Nord-Ostsee-Auswahl an, mit der er sich für den Mukoviszidose e.V. engagiert.